# جبل لقرع
جبل لقرع هو جبل في المغرب، يقع في إقليم شفشاون، يبلغُ علوه حوالي 2159 متر، وهو واحد من أكبر الجبال في الرّيف.